# Ciclismo ai Giochi della X Olimpiade - Tandem
La competizione del tandem di ciclismo dei Giochi della X Olimpiade si tenne nei giorni 1° e 3 agosto 1932 al Rose Bowl di Pasadena, negli Stati Uniti.

## Risultati

### 1º Turno
Si disputò il 1º agosto. I vincitori di ogni serie alle semifinali.
| Pos. | Nazione       | Atleti                        | Tempo |
| ---- | ------------- | ----------------------------- | ----- |
| 1    | Francia       | Maurice Perrin Louis Chaillot | 13"2  |
| 2    | Gran Bretagna | Ernest Chambers Stan Chambers |       |

| Pos. | Nazione     | Atleti                           | Tempo |
| ---- | ----------- | -------------------------------- | ----- |
| 1    | Paesi Bassi | Bernard Leene Jacques van Egmond |       |
| DQ   | Danimarca   | Harald Christensen Willy Gervin  | 13"8  |

### Recupero
Si disputò il 1º agosto. I primi due alle semifinali.
| Pos. | Nazione       | Atleti                          | Tempo |
| ---- | ------------- | ------------------------------- | ----- |
| 1    | Danimarca     | Harald Christensen Willy Gervin | ND    |
| 2    | Gran Bretagna | Ernest Chambers Stan Chambers   |       |
| 3    | Stati Uniti   | Frank Testa Royden Ingham       |       |

### Semifinali
Si disputarono il 3 agosto. I vincitori di ogni serie in finale.
| Pos. | Nazione   | Atleti                          | Tempo |
| ---- | --------- | ------------------------------- | ----- |
| 1    | Francia   | Maurice Perrin Louis Chaillot   | 12"1  |
| 2    | Danimarca | Harald Christensen Willy Gervin |       |

| Pos. | Nazione       | Atleti                           | Tempo |
| ---- | ------------- | -------------------------------- | ----- |
| 1    | Gran Bretagna | Ernest Chambers Stan Chambers    | 14"9  |
| DNF  | Paesi Bassi   | Bernard Leene Jacques van Egmond |       |

### Finale 3 Posto
| Pos.   | Nazione     | Atleti                          |
| ------ | ----------- | ------------------------------- |
| Bronzo | Danimarca   | Harald Christensen Willy Gervin |
| DNS    | Paesi Bassi |                                 |

### Finale 1 Posto
Si disputò il 3 agosto. 
| Pos.    | Atleta        | Nazione                       | Prove | Prove |
| Pos.    | Atleta        | Nazione                       | Tempo | Tempo |
| ------- | ------------- | ----------------------------- | ----- | ----- |
| Oro     | Francia       | Maurice Perrin Louis Chaillot | 12"3  | 12"0  |
| Argento | Gran Bretagna | Ernest Chambers Stan Chambers |       |       |